# Darkness on the Edge of Town
Az 1978-as Darkness on the Edge of Town Bruce Springsteen negyedik nagylemeze. Bár listákon sikeres kislemez nem jelent meg mellé, maga az album 97 hétig maradt a listákon. Szerepel az 1001 lemez, amit hallanod kell, mielőtt meghalsz című könyvben.

## Az album dalai
| 1. | Badlands               | Bruce Springsteen | 4:01 |
| 2. | Adam Raised a Cain     | Bruce Springsteen | 4:32 |
| 3. | Something in the Night | Bruce Springsteen | 5:11 |
| 4. | Candy's Room           | Bruce Springsteen | 2:51 |
| 5. | Racing in the Street   | Bruce Springsteen | 6:53 |

| 1. | The Promised Land            | Bruce Springsteen | 4:33 |
| 2. | Factory                      | Bruce Springsteen | 2:17 |
| 3. | Streets of Fire              | Bruce Springsteen | 4:09 |
| 4. | Prove It All Night           | Bruce Springsteen | 3:56 |
| 5. | Darkness on the Edge of Town | Bruce Springsteen | 4:30 |

## Helyezés

### Album
| Év   | Lista                | Helyezés |
| ---- | -------------------- | -------- |
| 1978 | Billboard Pop Albums | 5        |
| 1985 | Billboard 200        | 167      |
| 2010 | Billboard 200        | 16       |

### Kislemezek
| Év   | Kislemez           | Lista                 | Helyezés |
| ---- | ------------------ | --------------------- | -------- |
| 1978 | Prove It All Night | Billboard Pop Singles | 33       |
| 1978 | Badlands           | Billboard Pop Singles | 42       |

## Közreműködők

### The E Street Band
- Roy Bittan – zongora, vokál
- Clarence Clemons – szaxofon, vokál
- Danny Federici – orgona, harangjáték
- Bruce Springsteen – ének, szólógitár, szájharmonika
- Garry Tallent – basszusgitár
- Steve Van Zandt – ritmusgitár, vokál
- Max Weinberg – dob

### Produkció
- Jon Landau, Bruce Springsteen – producer
- Steve Van Zandt – produkciós asszisztens
- Jimmy Iovine – hangmérnök, keverés
- Thom Panunzio – hangmérnökasszisztens
- Chuck Plotkin – keverés
- Mike Reese – keverés
- Frank Stefanko – fényképek

## Fordítás
Ez a szócikk részben vagy egészben a Darkness on the Edge of Town című angol Wikipédia-szócikk ezen változatának fordításán alapul.  Az eredeti cikk szerkesztőit annak laptörténete sorolja fel. Ez a jelzés csupán a megfogalmazás eredetét és a szerzői jogokat jelzi, nem szolgál a cikkben szereplő információk forrásmegjelöléseként.